# سريمسكا ميتروفيتشا
سريمسكا ميتروفيتشا؛ ( الصربي برونون: [سريمسكا ميتروفيتشا ؛ (بالصربية: Сремска Митровица)‏، (بالمجرية: Szávaszentdemeter)‏ ، (باللاتينية: Sirmium)‏ ) هي مدينة ومركز إداري لمنطقة سريم في مقاطعة فويفودينا المتمتعة بالحكم الذاتي، صربيا . تقع على الضفة اليسرى لنهر سافا . اعتبارًا من 2011 يبلغ عدد سكان المدينة 37751 نسمة ، بينما يبلغ عدد سكان منطقتها الإدارية 79940 نسمة.
بصفتها سيرميوم، كانت عاصمة الإمبراطورية الرومانية خلال الحكم الرباعي في القرن الرابع الميلادي. وُلد عشرة أباطرة رومانيين في هذه المدينة أو بالقرب منها، هم الإمبراطور هيرينيوس إتروسكوس (251) ، هوستيليان (251) ، ديسيوس ترايان (249-251) ، كلوديوس غوثيكوس (268-270) ، كوينتيلوس (270) ، أوريليان (270-275) ، بروبس (276-282) ، ماكسيميان (285-310) ، كونستانتوس الثاني (337-361) وجراتيان (367-383).

## اسم
اسم المدينة الحديث هو سريمسكا ميتروفيتشا ( (بالصربية: Сремска Митровица)‏ ). كان الاسم المجري Szávaszentdemeter بينما في الكرواتية يشار إليه باسم سيريمسمسسكا ميتروفيكا .
كلمة ميتروفيتشا مشتقة من القديس ديمتريوس أو "سفيتي ديميتري" باللغة الصربية. سريمسكا ميتروفيتشا تعني ميتروفيتشا سيرميا مع سريمسكا التي تميزها عن كوسوفسكا ميتروفيتشا .
كان اسم المدينة في عهد الإمبراطورية الرومانية هو سيرميوم . ابتداء من عام 1180 بعد الميلاد تغير الاسم من "سيفيتاس سانكتي ديميتري" إلى "ديمتروفيتشا" ، "ميتروفيتشا" ، وأخيرا إلى الشكل الحالي - "سريمسكا ميتروفيتشا".

## تاريخ

### القديمة سيرميوم

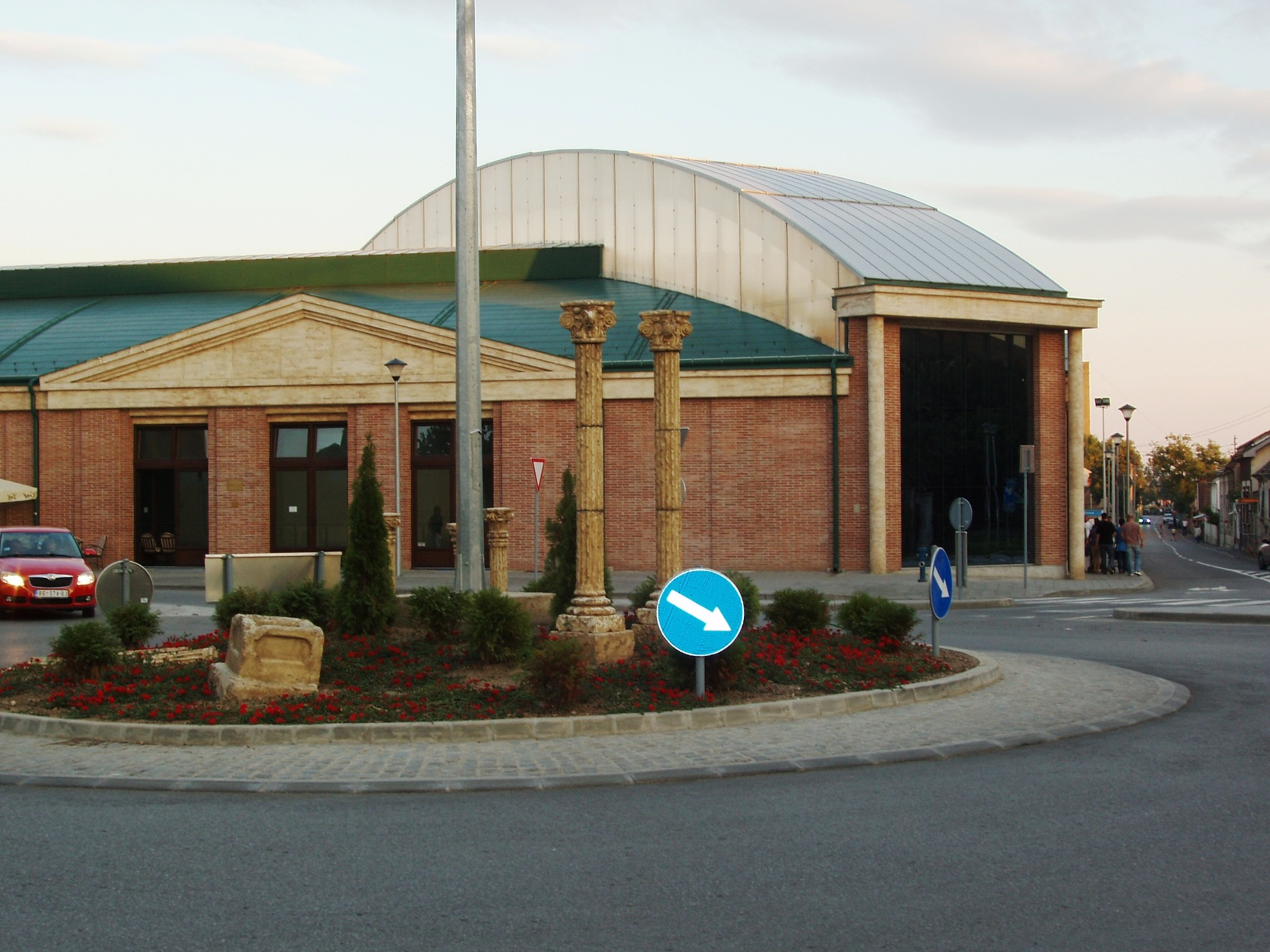
مركز زوار القصر الإمبراطوري الروماني

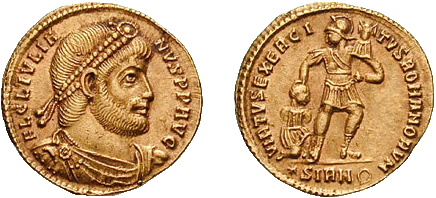
عملات جوليان ، سيرميوم ، 361

سريمسكا ميتروفيتشا هي واحدة من أقدم المدن في أوروبا. وجد علماء الآثار أثرًا لحياة بشرية منظمة يرجع تاريخها إلى 5000 قبل الميلاد فصاعدًا. تم التنقيب عن المجوهرات الأيونية التي يعود تاريخها إلى 500 قبل الميلاد في المدينة. عندما احتل الرومان المدينة في القرن الأول قبل الميلاد ، كانت سيرميوم بالفعل مستوطنة ذات تقاليد عريقة. في القرن الأول ، اكتسبت سيرميوم مكانة مستعمرة لمواطني روما ، وأصبحت موقعًا عسكريًا واستراتيجيًا مهمًا للغاية في مقاطعة بانونيا . تم إعداد حملات الحرب التي قام بها الأباطرة الرومان تراجان وماركوس أوريليوس وكلوديوس الثاني في سيرميوم. 
في 103 ، تم تقسيم بانونيا إلى مقاطعتين: بانونيا سوبريور وبانونيا أدنى ، وأصبحت سيرميوم عاصمة الأخيرة. في عام 296 ، نفذ دقلديانوس تقسيمًا إقليميًا جديدًا لبانونيا. بدلاً من المقاطعتين السابقتين ، تم إنشاء أربع مقاطعات جديدة في الإقليم السابق لبانونيا الأصلية: بانونيا بريما ، بانونيا فاليريا ، بانونيا سافيا وبانونيا سيكوندا . كانت عاصمة بانونيا سيكوندا مدينة سيرميوم. 
في عام 293 ، مع إنشاء النظام الرباعي ، انقسمت الإمبراطورية الرومانية إلى أربعة أجزاء. أصبحت سيرميوم واحدة من العواصم الأربع للإمبراطورية ، والمدن الثلاثة الأخرى هي أوغوستا تريفيروروم ، ميديولانوم ، ونيكوميديا ( ترير الحديثة وميلانو وإزميت ). خلال الحكم الرباعي ، كانت سيرميوم عاصمة الإمبراطور غاليريوس . مع إنشاء المحافظات البريتورية في عام 318 ، كانت عاصمة مقاطعة إليريكوم هي سيرميوم. 
في بداية القرن الرابع ، كانت المدينة مركزًا مسيحيًا مهمًا ، وكانت مقرًا لأسقفية سيرميوم. عقدت أربعة مجالس مسيحية في سيرميوم. في نهاية القرن الرابع ، تم إحضار سيرميوم تحت سيطرة القوط ، وبعد ذلك ، تم ضمه مرة أخرى إلى الإمبراطورية الرومانية الشرقية. في عام 441 ، تم غزو سيرميوم من قبل الهون ، وبعد هذا الغزو ، بقيت لأكثر من قرن في أيدي مختلف القبائل الجرمانية ، مثل القوط الشرقيين و غيبيدز. 
لفترة قصيرة ، كانت سيرميوم مركزًا لولاية جيبيد وقام الملك كونيمون بسك العملات الذهبية فيها. بعد عام 567 ، تم دمج سيرميوم مرة أخرى في الإمبراطورية الرومانية الشرقية . تم احتلال المدينة وتدميرها بواسطة افارس في عام 582. يمثل هذا الحدث نهاية فترة العصور القديمة المتأخرة في تاريخ سيرميوم. 
تم حفر 11 حزامًا ذهبيًا فاخرًا من منتجات افار اليدوية التي يعود تاريخها إلى القرن السادس في المنطقة المجاورة.

### بعد الفتح افار
خلال القرنين التاليين ، كانت سيرميوم مكانًا ذا أهمية قليلة. في نهاية القرن الثامن ، كانت سيرميوم تنتمي إلى دولة الفرنجة. ازداد الدور التاريخي لسيرميوم مرة أخرى في القرن التاسع ، عندما كانت جزءًا من الإمبراطورية البلغارية . أعطى البابا أدريان الثاني للقديس ميثوديوس لقب رئيس أساقفة سيرميوم. بعد تبنيهم المسيحية ، أعاد البلغار إلى سيرميوم الأسقفية المسيحية ، واضعين في اعتبارهم التقاليد المسيحية القديمة والسمعة التي كانت تتمتع بها هذه المدينة في العالم القديم. 
في القرن الحادي عشر ، كانت سيرميوم مقر إقامة سيرمون ، دوق سيرميا ، الذي كان تابعًا للصموئيل البلغاري . بعد عام 1018 ، تم ضم المدينة مرة أخرى إلى الإمبراطورية البيزنطية ، ومنذ نهاية القرن الحادي عشر ، كانت سيرميوم موضع نزاع بين الإمبراطورية البيزنطية ومملكة المجر ، حتى عام 1180 عندما تخلت الإمبراطورية البيزنطية عن سيرميوم ، واستسلمت. إلى مملكة المجر. في القرن الحادي عشر ، كانت عاصمتها مقاطعة بيزنطية تسمى موضوع سيرميوم في هذه المدينة. 
لفترة من الوقت ، حوالي عام 1451 ، كانت المدينة في حوزة الطاغية الصربي شوراش برانكوفيتش . في عام 1521 أصبحت المدينة في أيدي العثمانيين وظلت تحت الحكم العثماني لما يقرب من قرنين من الزمان. وفقًا للمسافر العثماني أوليا جلبي ، فقد احتل البوسني سنجق باي خسرو باي ميتروفيتشا . تم تغيير اسمها إلى "ديميتروفكا". 
كان اسم رئيس بلدية المدينة ديميتار ومنذ منتصف القرن السادس عشر ، كانت المدينة مأهولة بالمسلمين . وفقًا لبيانات 1566/69 ، كان سكان المدينة يتألفون من 592 منزلاً للمسلمين و 30 مسيحيًا ، بينما وفقًا لبيانات 1572 ، كان يتألف من 598 منزلًا مسلمًا و 18 منزلًا مسيحيًا. 
وفقًا لبيانات 1573 ، كان في المدينة 17 مسجدًا ولا توجد بها كنيسة مسيحية. خلال الحكم العثماني ، كانت سريمسكا ميتروفيتشا أكبر مستوطنة في سيرميا ، وكانت المركز الإداري للسنجق العثماني في سيرميا . تم احتلالها مؤقتًا من قبل القوات النمساوية بين عامي 1688 و 1690. أخيرًا استولوا عليها في عام 1717 واستولوا عليها بعد توقيع معاهدة باسارويتز عام 1718. 
مع إنشاء إدارة هابسبورغ في عام 1718 ، هرب السكان المسلمون من المدينة واستبدلوا بالمستوطنين الصرب والكروات والألمان . ووفقًا لبيانات 1765 ، بلغ عدد سكان المدينة 809 نسمة ، منهم 514 صربيًا و 290 كاثوليكيًا. 
كانت سريمسكا ميتروفيتشا جزءًا من حدود هابسبورغ العسكرية ( سلافونيان كرايينا ). في 1848-49 ، كانت جزءًا من فويفودينا الصربية ، وهي منطقة حكم ذاتي صربية داخل الإمبراطورية النمساوية ، ولكن في عام 1849 ، أعيدت تحت إدارة الحدود العسكرية. مع إلغاء الحدود العسكرية السلافونية في عام 1881 ، تم تضمين سريمسكا ميتروفيتشا في مقاطعة سيرميا ، التي كانت جزءًا من مملكة كرواتيا وسلافونيا داخل النمسا والمجر .
وفقًا لتعداد عام 1910 ، بلغ عدد سكان المدينة 12909 شخصًا ، منهم 8793 يتحدثون اللغة الصربية الكرواتية (4878 منهم يتحدثون الصربية و 3915 يتحدثون الكرواتية) و 2341 الألمانية. المنطقة الإدارية للمدينة (التي لم تشمل المدينة نفسها) كان بها 32،012 نسمة ، منهم 28،093 يتحدثون الصربية الكرواتية (27،022 منهم يتحدثون الصربية و 1،071 يتحدثون الكرواتية) و 2324 الألمانية. 

### بعد الحرب العالمية الأولى
في عام 1918 ، انهارت الملكية النمساوية المجرية وأصبحت منطقة سيرميا في البداية جزءًا من دولة السلوفينيين والكروات والصرب المشكلة حديثًا ، ثم في 24 نوفمبر 1918 ، قرر مجلس سيرميا في روما معظم سيرميا (بما في ذلك ميتروفيتشا. ) ستنضم إلى مملكة صربيا . 
في وقت لاحق ، في 1 ديسمبر 1918 ، اتحدت مملكة صربيا مع مملكة الجبل الأسود ودولة السلوفينيين والكروات والصرب لتشكيل مملكة الصرب والكروات والسلوفينيين (أعيدت تسميتها إلى يوغوسلافيا في عام 1929). بين 1918-1922 ، كانت سريمسكا ميتروفيتشا جزءًا من مقاطعة سيرميا ، بين 1922-1929 جزءًا من إقليم سيرميا ، وبين 1929-1931 جزء من درينا بانوفينا ، وبين 1931-1941 ، جزء من نهر الدانوب بانوفينا . 

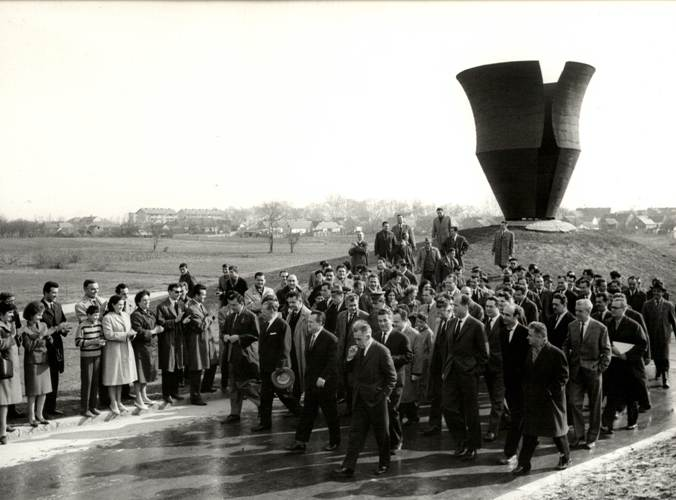
جوزيب بروز تيتو يزور الحديقة التذكارية في سريمسكا ميتروفيتشا ، المكرسة لضحايا الحرب العالمية الثانية في سيرميا

خلال الحرب العالمية الثانية ، احتلت قوات المحور المدينة وألحقت بدولة كرواتيا المستقلة . خلال ذلك الوقت تم تغيير اسمها إلى هرفاتسكا ميتروفيتشا (تعني الكرواتية ميتروفيتشا ). كان أحد أكبر معسكرات الاعتقال / الموت النازية في دولة كرواتيا المستقلة موجودًا في سريمسكا ميتروفيتشا وقد قُتل هنا ما يصل إلى 10000 ضحية (من الصرب واليهود ومناهضي الفاشية).
كان من المقرر أن يتم اعتقال السكان اليهود الصرب في معسكر اعتقال تم بناؤه أولاً في جارك ثم في زاسافيتشا. ومع ذلك ، ثبت أن كلا الموقعين غمرتهما المياه بشكل كبير للغاية. اضطر الألمان إلى التخلي عن هذه المواقع واستخدام ساجميستي ، مما أدى إلى تدمير 83 ٪ من يهود صربيا . 
في الحروب اليوغوسلافية في سجن سريمسكا ميتروفيتشا ، احتُجز بعض أسرى الحرب الكروات في هذا السجن. مرفق السجن الرئيسي ؛ كان أكبر موقع معروف في صربيا مفتوحًا من نوفمبر 1991 إلى أغسطس 1992 وكان مسرحًا لقتل العديد من السجناء وتعذيبهم وإساءة معاملتهم واغتصابهم .
ابتداءً من عام 1944 ، كانت المدينة جزءًا من مقاطعة فويفودينا المتمتعة بالحكم الذاتي داخل يوغوسلافيا الاشتراكية الجديدة ، ومن عام 1945 ، داخل جمهورية صربيا الاشتراكية. من عام 1992 إلى عام 2003 كانت جزءًا من جمهورية يوغوسلافيا الاتحادية ، والتي تحولت بعد ذلك إلى اتحاد دولة صربيا والجبل الأسود . منذ استقلال الجبل الأسود عام 2006 ، أصبحت سريمسكا ميتروفيتشا جزءًا من صربيا المستقلة. 

## أماكن مأهولة

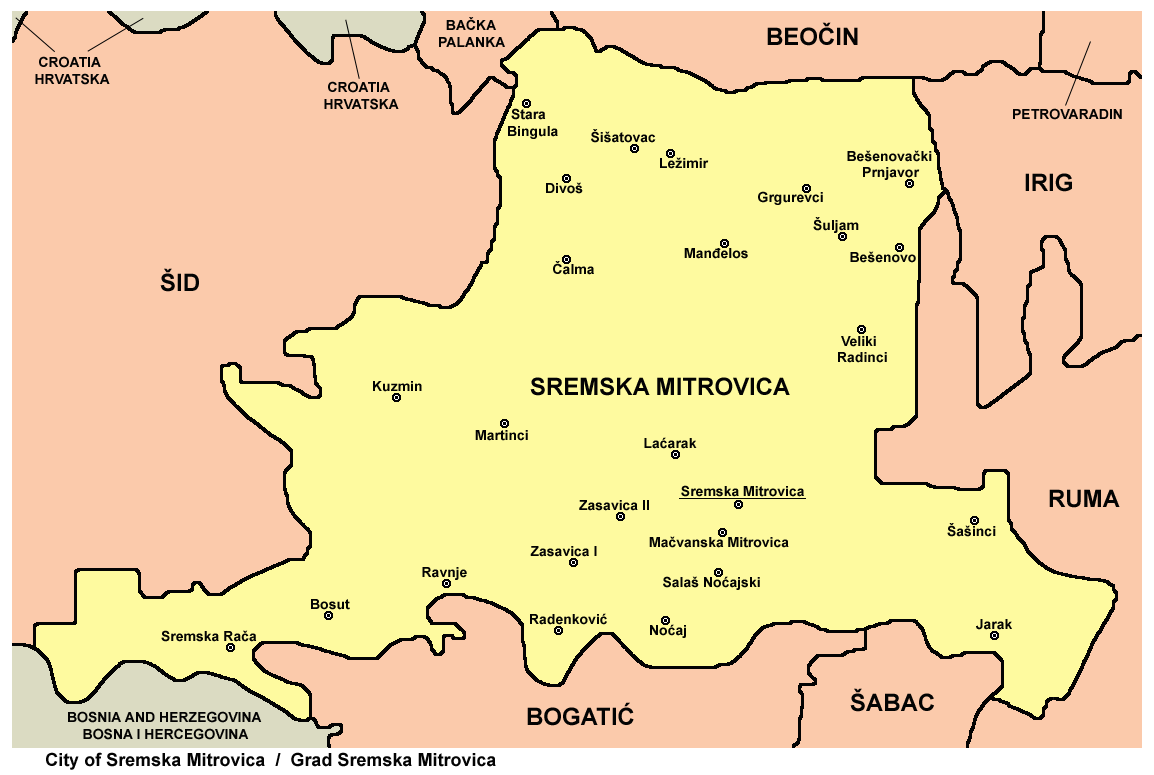
خريطة مدينة سريمسكا ميتروفيتشا

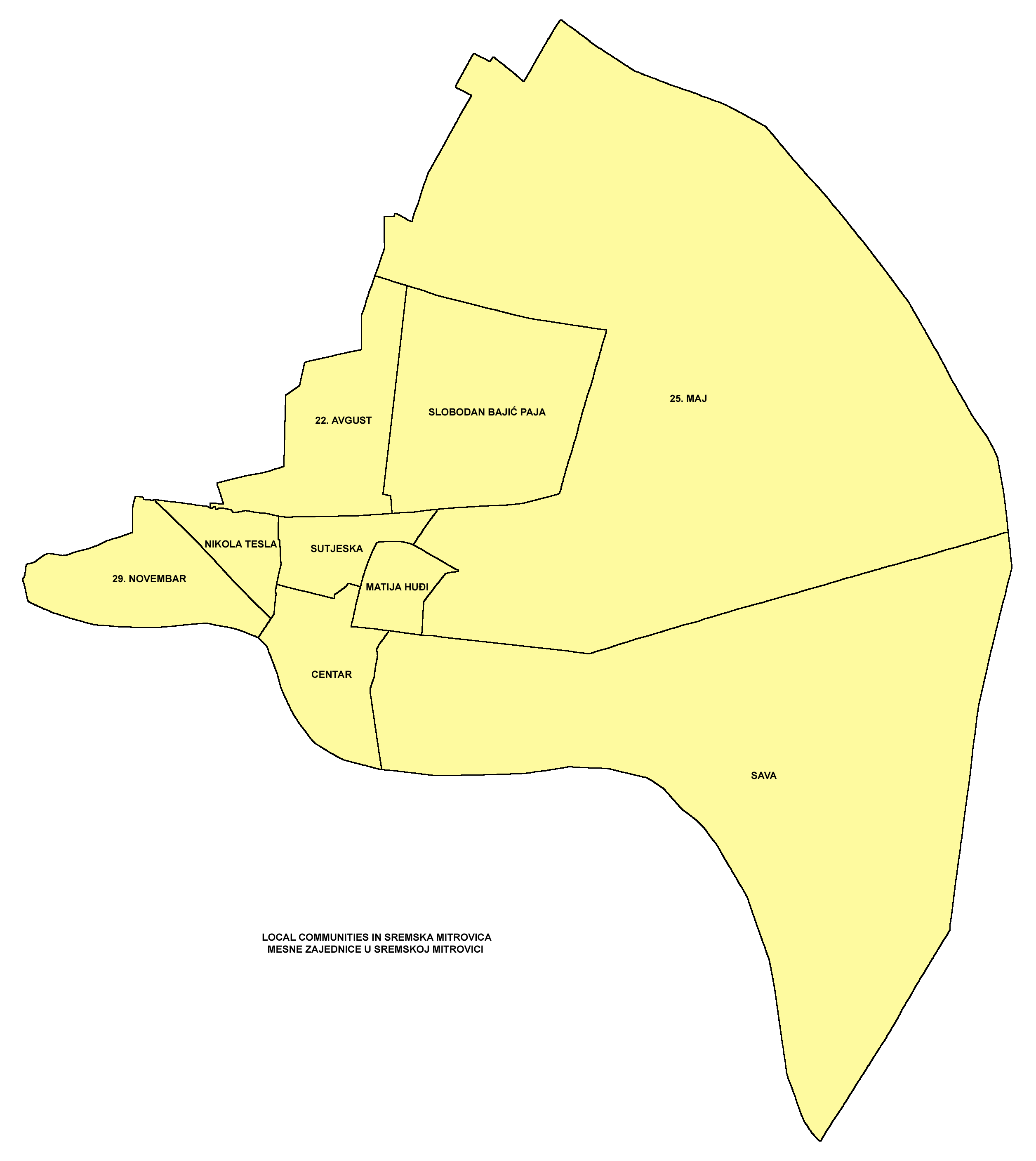
خريطة المجتمعات المحلية في المناطق الحضرية في سريمسكا ميتروفيتشا

تضم مدينة سريمسكا ميتروفيتشا بلدة ميتروفيس ماسفانسكا وعدة قرى. القرى الواقعة على الضفة الشمالية لنهر سافا في منطقة سيرميا :
  

## التركيبة السكانية

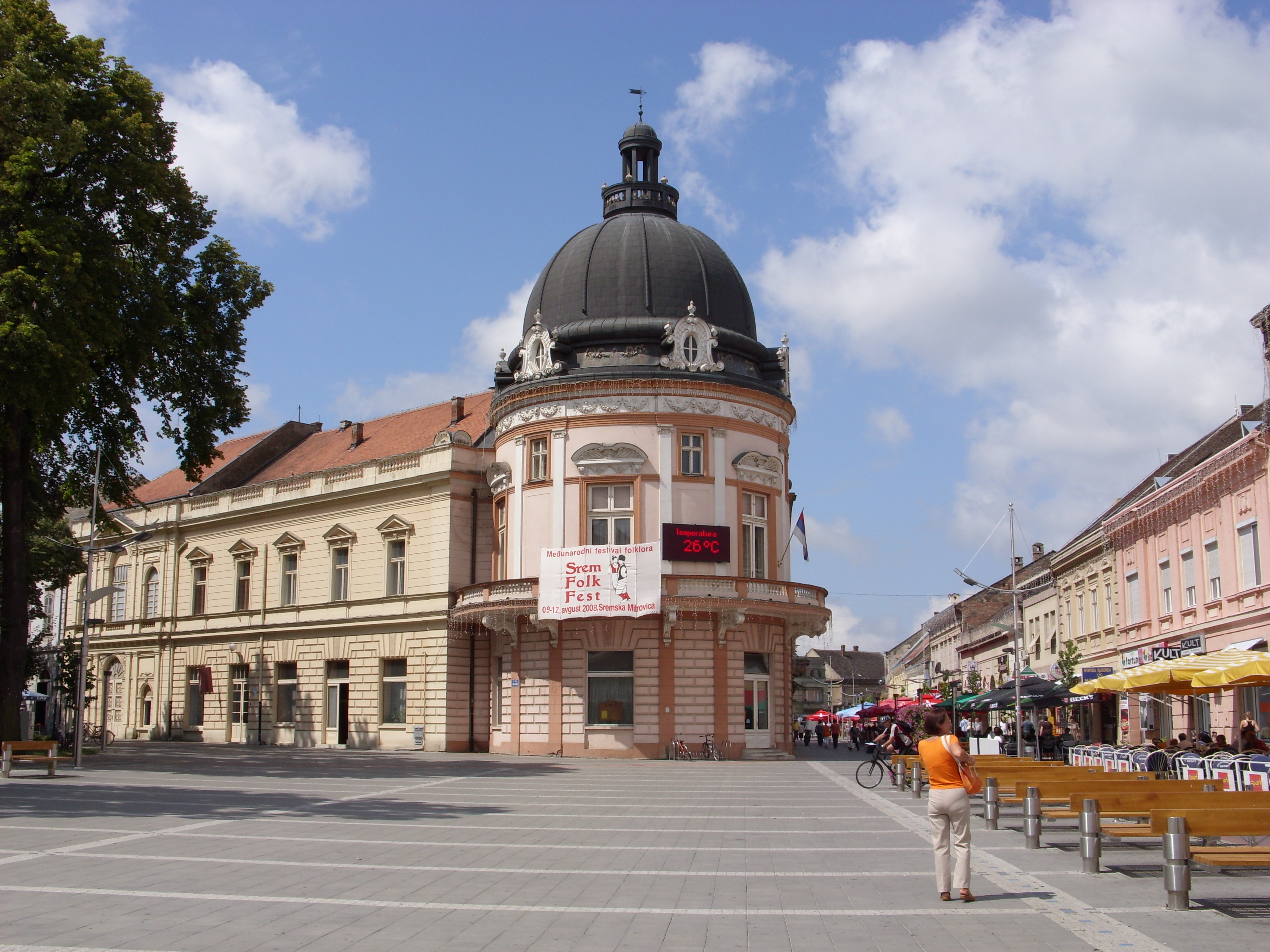
وسط مدينة سريمسكا ميتروفيتشا

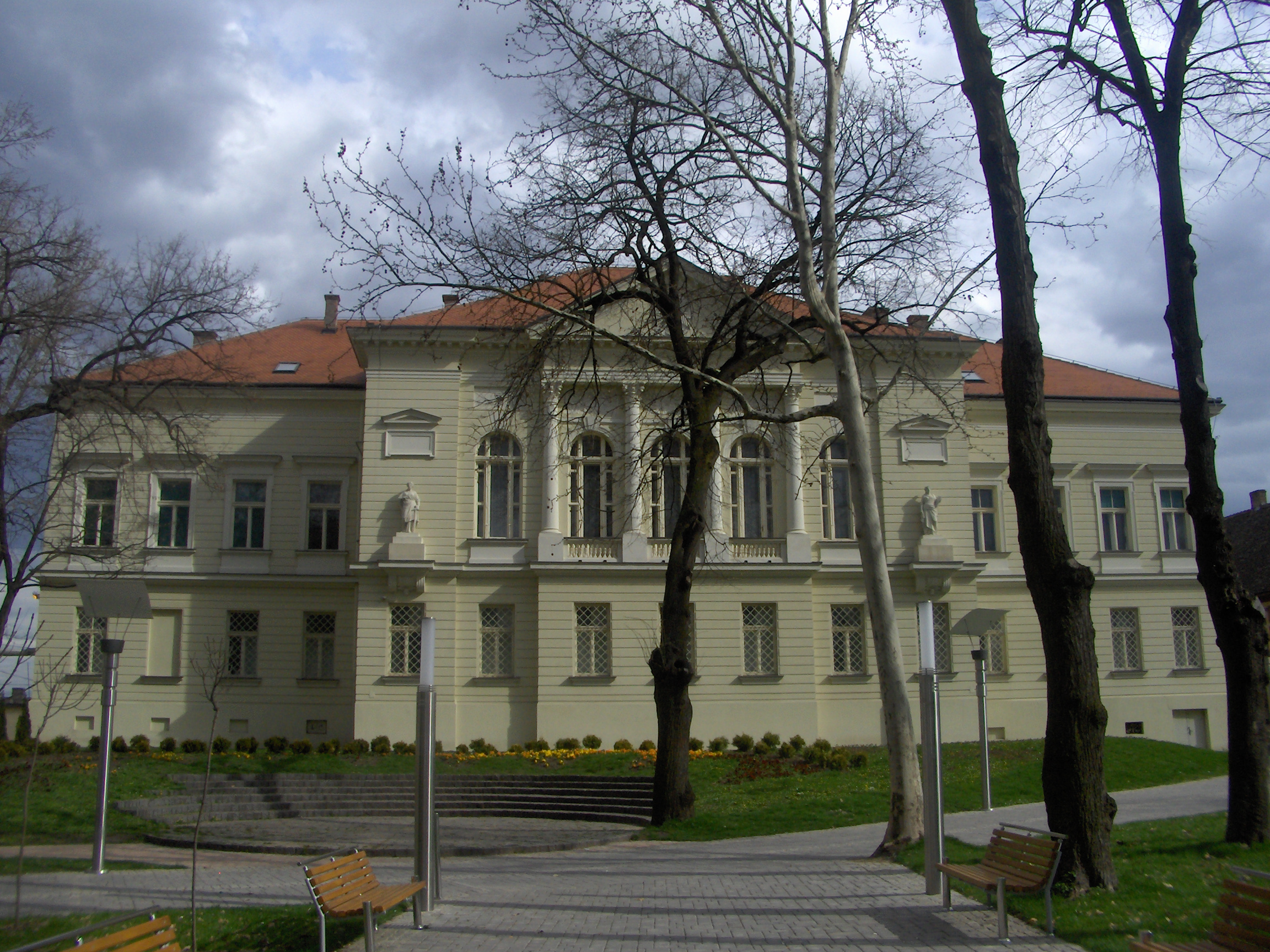
معرض المدينة

وفقًا لنتائج تعداد 2011 ، يبلغ عدد سكان المنطقة الإدارية للمدينة 79،940 نسمة.

### جماعات عرقية
غالبية المستوطنات في المدينة ذات أغلبية عرقية صربية. المستوطنة المختلطة عرقيا مع الأغلبية الصربية النسبية هي ستارز بينغولا التركيز الرئيسي للأقليات العرقية في المنطقة الحضرية من المدينة. 
التكوين العرقي للمدينة:
| مجموعة عرقية | سكان </br> 2011 | ٪      |
| ------------ | --------------- | ------ |
| الصرب        | 69849           | 87.38٪ |
| الكروات      | 2112            | 2.64٪  |
| روماني       | 1،194           | 1.49٪  |
| المجريون     | 696             | 0.87٪  |
| روسينس       | 620             | 0.78٪  |
| الأوكرانيون  | 534             | 0.67٪  |
| يوغوسلافيا   | 290             | 0.36٪  |
| السلوفاك     | 281             | 0.35٪  |
| الجبل الأسود | 131             | 0.16٪  |
| المقدونيون   | 126             | 0.16٪  |
| الألمان      | 103             | 0.13٪  |
| آحرون        | 4004            | 5.01٪  |
| المجموع      | 79،940          |        |

### الدِين
في عام 2002 ، كان عدد سكان مدينة سريمسكا ميتروفيتشا 76290 مسيحياً أرثوذكسياً و 3935 من الروم الكاثوليك و 252 بروتستانتاً و 106 مسلماً . ينتمي المسيحيون الأرثوذكس في سريمسكا ميتروفيتشا إلى أبرشية سيرميا التابعة للكنيسة الأرثوذكسية الصربية . ينتمي الكاثوليك إلى أبرشية سيرميا التي يقع مقرها في سريمسكا ميتروفيتشا. 

## مناخ
تتمتع سريمسكا ميتروفيتشا بمناخ شبه استوائي رطب قريب جدًا من مناخ قاري رطب ( تصنيف مناخ كوبن : Dfb ) وكذلك مناخ محيطي ( تصنيف مناخ كوبن : Cfb ).
| البيانات المناخية لـ{{{location}}} | البيانات المناخية لـ{{{location}}} | البيانات المناخية لـ{{{location}}} | البيانات المناخية لـ{{{location}}} | البيانات المناخية لـ{{{location}}} | البيانات المناخية لـ{{{location}}} | البيانات المناخية لـ{{{location}}} | البيانات المناخية لـ{{{location}}} | البيانات المناخية لـ{{{location}}} | البيانات المناخية لـ{{{location}}} | البيانات المناخية لـ{{{location}}} | البيانات المناخية لـ{{{location}}} | البيانات المناخية لـ{{{location}}} | البيانات المناخية لـ{{{location}}} |
| الشهر                              | يناير                              | فبراير                             | مارس                               | أبريل                              | مايو                               | يونيو                              | يوليو                              | أغسطس                              | سبتمبر                             | أكتوبر                             | نوفمبر                             | ديسمبر                             | المعدل السنوي                      |
| ---------------------------------- | ---------------------------------- | ---------------------------------- | ---------------------------------- | ---------------------------------- | ---------------------------------- | ---------------------------------- | ---------------------------------- | ---------------------------------- | ---------------------------------- | ---------------------------------- | ---------------------------------- | ---------------------------------- | ---------------------------------- |
| [بحاجة لمصدر]                      |                                    |                                    |                                    |                                    |                                    |                                    |                                    |                                    |                                    |                                    |                                    |                                    |                                    |

## اقتصاد

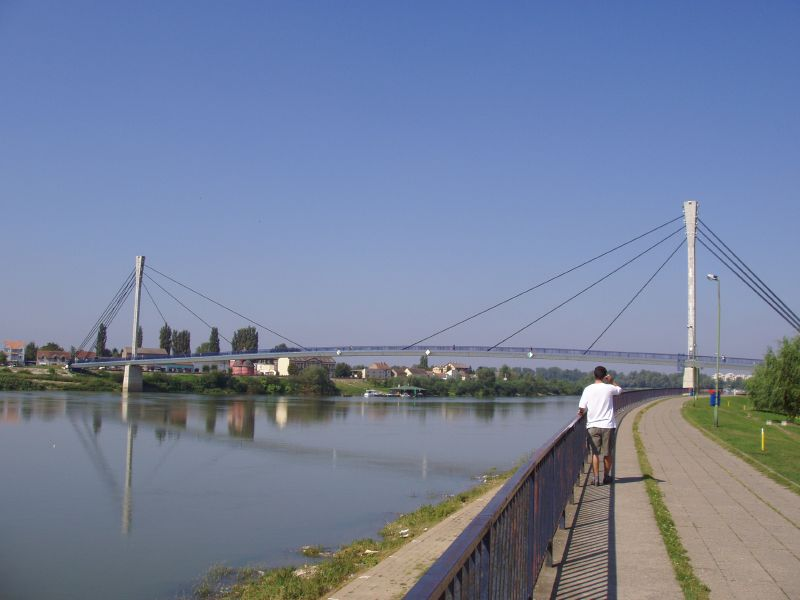
يعد جسر المشاة للقديس إيريناوس في سيرميوم ، عبر نهر سافا ، أكبر جسر للمشاة في صربيا.

يقدم الجدول التالي معاينة لإجمالي عدد الأشخاص المسجلين العاملين في الكيانات القانونية حسب نشاطهم الأساسي (اعتبارًا من 2018):
| نشاط                                                        | المجموع |
| ----------------------------------------------------------- | ------- |
| الزراعة والغابات وصيد الأسماك                               | 645     |
| التعدين واستغلال المحاجر                                    | 16      |
| تصنيع                                                       | 5402    |
| توريد الكهرباء والغاز والبخار وتكييف الهواء                 | 233     |
| إمدادات المياه؛ الصرف الصحي وإدارة النفايات وأنشطة المعالجة | 342     |
| بناء                                                        | 958     |
| تجارة الجملة والتجزئة وإصلاح السيارات والدراجات النارية     | 2887    |
| النقل والتخزين                                              | 1،080   |
| خدمات الإقامة والطعام                                       | 447     |
| المعلومات والاتصال                                          | 167     |
| الأنشطة المالية والتأمينية                                  | 334     |
| أنشطة السوق العقاري                                         | 35      |
| الأنشطة المهنية والعلمية والتقنية                           | 749     |
| أنشطة الخدمات الإدارية والدعم                               | 486     |
| الإدارة العامة والدفاع؛ الضمان الاجتماعي الإجباري           | 1،610   |
| تعليم                                                       | 1،339   |
| أنشطة صحة الإنسان والعمل الاجتماعي                          | 1،820   |
| الفنون والترفيه والاستجمام                                  | 318     |
| أنشطة الخدمات الأخرى                                        | 332     |
| العمال الزراعيين الأفراد                                    | 1،098   |
| المجموع                                                     | 20298   |

## رياضة
- فيلق سيرميوم ، أحد نوادي كرة القدم الأمريكية من سريمسكا ميتروفيتشا. هذا هو أول نادٍ أمريكي لكرة القدم في صربيا.
- نادي سريم، نادي كرة قدم من سريمسكا ميتروفيتشا.
- نادي فال لكرة السلة ، نادٍ للزورق من سريمسكا ميتروفيتشا.

## سكان مشهورون وبارز

### الأباطرة الرومان

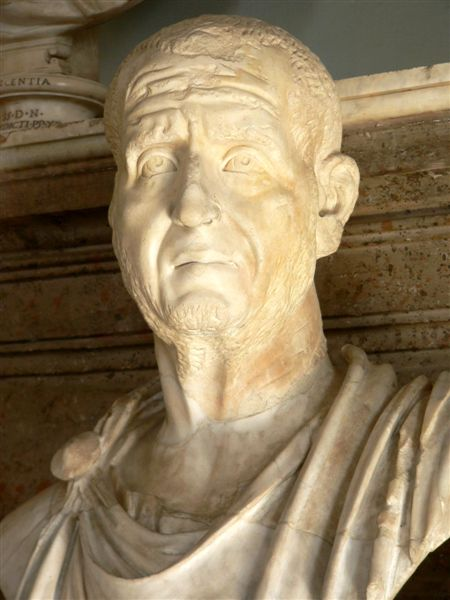
ترايانوس ديسيوس ، إمبراطور روماني (249–51) ولد في قرية بوداليا بالقرب من سيرميوم

ولد في المدينة وضواحيها عشرة أباطرة رومان:
- ديسيوس ترايان (249–51)
- هيرنيوس إتروسكوس (251-51)
- هوستيليان (251-51)
- كلوديوس الثاني (268-270)
- كوينتيلوس (270)
- أوريليان (270-75)
- بروبس (276–82)
- ماكسيميانوس هرقل (285-310)
- قسطنطينوس الثاني (337-61)
- جراتيان (367–83)

أصبح ثيودوسيوس الأول (378-95) ، آخر إمبراطور للإمبراطورية الرومانية الموحدة ، إمبراطورًا في سيرميوم. كما أعلن المغتصبون لنيانوس و أنفسهم أباطرة في هذه المدينة (في 260) والعديد من الأباطرة الرومان الآخرين قضوا بعض الوقت في سيرميوم بما في ذلك ماركوس أوريليوس الذي ربما كتب أجزاء من عمله الشهير تأملات في المدينة. 

### العصور الكلاسيكية القديمة
- استخدم ماركوس أوريليوس ، الإمبراطور الروماني (161-180) ، سيرميوم كسكن بين الحملات العسكرية في بانونيا 170-180
- ماكسيمينوس ، إمبراطور روماني (235-238) ، حكم من الإقامة في سيرميوم. ، إمبراطور روماني (251) ، ولد في سيرميوم.
- هوستيليان، الإمبراطور الروماني (251) ، ولد في سيرميوم
- ديسيوس ترايان ، إمبراطور روماني (249-251) ، ولد في قرية بوداليا بالقرب من سيرميوم.
- نصب إنجينوس ، الإمبراطور الروماني (260) ، نفسه إمبراطورًا في سيرميوم.
- ريغاليانوس ، الإمبراطور الروماني (260) ، نصب نفسه إمبراطورًا في سيرميوم.
- كلوديوس الثاني ، إمبراطور روماني (268-270) ، ولد في سيرميوم وأمضى معظم حياته هناك.
- كوينتيلوس ، إمبراطور روماني (270) ، ولد في سيرميوم
- أوريليان ، إمبراطور روماني (270-275) ، ولد في سيرميوم.
- بروبس ، إمبراطور روماني (276-282) ، ولد في سيرميوم.
- ماكسيميانوس هركوليوس ، إمبراطور روماني (285-310) ، ولد بالقرب من سيرميوم.
- حكم غاليريوس ، الإمبراطور الروماني (305-311) ، كقيصر خلال الحكم الرباعي من الإقامة في سيرميوم (293-296).
- كريسبس ، قيصر الإمبراطورية الرومانية. تم إعلانه قيصرًا في سيرميوم عام 317.
- قسطنطين الثاني ، قيصر الإمبراطورية الرومانية. تم إعلانه قيصرًا في سيرميوم عام 317.
- فيترانيون ، إمبراطور روماني. نصب نفسه إمبراطورًا في سيرميوم (عام 350).
- قسطنطينوس الثاني ، إمبراطور روماني (337-361) ، ولد في سيرميوم.
- جراتيان ، إمبراطور روماني (367-383) ، ولد في سيرميوم.
- ثيودوسيوس الأول ، الإمبراطور الروماني العظيم (378-395). أصبح إمبراطورًا في سيرميوم.
- فاليريوس ليسينيوس ، محافظ أبرشية بانونيا ومقرها في سيرميوم (308-314).
- أوريليوس فيكتور ، محافظ بانونيا سيكوندا ، كتب تاريخ روما تحت حكم الإمبراطور جوليان.
- ليونتيوس ، محافظ في سيرميوم (426).

### العصور الوسطى
- كونيموند ، ملك غيبيدز ومقره في سيرميوم
- عظة دوق سيرميا (القرن الحادي عشر).

### الفترة الحديثة
- ميرا بانجاك ممثلة صربية
- فاسو زوبريلوفيتش ، مؤرخ صربي
- روبرت فرانجس ميهانوفيتش ، نحات كرواتي
- بيتار جبورشيك ، عالم صربي
- نيكولا هريستيتش (1818-1911) ، سياسي صربي
- برانيسلاف إيفانوفيتش ، لاعب كرة قدم صربي
- سينيسا كوفاكيفي، كاتب صربي
- بيتار كرالج ، ممثل صربي
- ميليفا ماريتش ، عالمة صربية
- (1806–1891)دوردي ماركوفيتش كودر ، كاتب صربي
- ديان ميلوفانوفيتش ، لاعب كرة قدم صربي
- ستيبان موسولين ، عالم لغوي وكاتب معاجم كرواتي
- ميليجانا نيكوليتش ، ميزو سوبرانو الأوبرالي
- بوسكو بالكوفليفيتش بينكي ، بطل الشعب في يوغوسلافيا
- فيليكو بيتروفيتش ، شاعر صربي
- إيغور بيسانجوك (1989) ، لاعب كرة قدم كندي
- ميريانا بوهار (1995-2015) ، عارضة أزياء صربية أمريكية
- إيلاريون روفاراك (1832–1905) ، مؤرخ وكنشي صربي
- مارا (1900–1975)،فيل غاميرسيك كاتب كرواتي
- دراغانا توماسيفيتش ، قاذف القرص الصربي
- زلاتكو توميتشيتش ، سياسي كرواتي
- سلافكو فوركابيتش ، مخرج ومحرر سينمائي صربي أمريكي

## علاقات دولية

### المدن التوأم - المدن الشقيقة
سريمسكا ميتروفيتشا توأمت مع:
- Banja Luka، Bosnia-Herzegovina[14]
- Dunaújváros، Hungary[15]

## روابط خارجية
- الموقع الرسمي
 باللغة الصربية
- Sremska Mitrovica.org - info, news about Sremska Mitrovica
- Information portal on culture, sport and fun in Sremska Mitrovica